# Helena Christensen
Helena Christensen (født 25. december 1968 i København) er en dansk fotomodel. 

## Opvækst
Christensen far er dansk, og hendes mor er peruvianer. Christensen er født og opvokset i København og gik på Sankt Annæ Skole på Amager.

## Karriere

### Model
I 1986 vandt hun titlen som Miss Universe Denmark og fortsatte derfor som Danmarks repræsentant i konkurrencen om titlen, Miss Universe. Dette blev et springbræt for hende til en international modelkarriere, og hun flyttede som 18-årig til Paris for at blive model. Hendes første, store opgave var for modemagasinet ELLE.
I 1991 optrådte hun i musikvideoen til Chris Isaaks sang, Wicked Game. I videoen agerer hun Isaaks elskerinde. Christensen er topløs i det meste af videoen, men på grund af kameravinklerne er det mest subtile billeder, da det blev besluttet, at total nøgenhed ikke var egnet til offentlig fremvisning. Seerne reagerede alligevel, og videoen blev senere kendt på MTVs liste over de mest sexede videoer gennem tiden.
I 90'erne optrådte hun på utallige magasinforsider og var sammen med Tyra Banks, Karen Mulder, Daniela Pestova, Rebecca Romijn og Stephanie Seymour 'engle' for lingeriefirmaet Victoria's Secret i en tv-reklame. Englene er senere blevet ultrapopulære og blandt andre har tyske Heidi Klum kunnet ses med vinger for firmaet.

### Øvrig karriere
Christensen har altid interesseret sig for fotografering og udstillede i 2006 en samling af sine egne fotografier i Rotterdam. Hun har også taget modebilleder til ELLE og Marie Claire.
Christensen har i 2008 designet en økologisk børnetøjs kollektion for name it (et Bestseller brand).

## Privatliv
Christensen havde et omtalt forhold til den australske musiker Michael Hutchence fra INXS, men kort før hans død i 1997 gik de fra hinanden.
13. oktober 1999 fødte Christensen en søn, der fik navnet Mingus Lucien Reedus. Drengens far er skuespiller Norman Reedus. Christensen har sagt, at sønnen Mingus er det vigtigste i hendes liv og hendes bedste ven. Christensen blev skilt fra Reedus i 2003.
I perioden 2004-2006 var hun kærester med den danske forsanger i Grand Avenue Rasmus Walter. Efterfølgende har Christensen været sammen med den amerikanske sanger Julian Plenti fra indiebandet Interpol.

I dag bor Christensen på Manhattan, men har desuden lejligheder i København og Monaco.